# Anne Velghe
Anne Velghe, auch Anne Velghe-Wisniewska (* 1941 in Brüssel) ist eine belgische Illustratorin, Grafikerin und Malerin, die verschiedene belgische Briefmarken und Banknoten entworfen hat. Darüber hinaus ist sie als Kinderbuchautorin und -illustratorin bekannt. Ihre Kinderbücher sind in zahlreiche Sprachen übersetzt worden.

## Leben und Werk
Velghe studierte an der Hochschule für Bildende Kunst, Architektur und Formgebung in Köln. Anschließend arbeitete sie für Werbefirmen in Belgien und in Palma auf Mallorca. Wieder zurück in Belgien gewann sie in den 1990er Jahren eine Ausschreibung für die Illustration belgischer Banknoten, die das Porträt des belgischen Königs Baudouin tragen sollten. Bis zur Einführung des Euro entwarf sie vier Banknotenserien, darunter die Serie „berühmte belgische Persönlichkeiten“. Auf dem 10.000-Francs-Schein von 1992 befand sich ein von Velghe gestaltetes Doppelporträt von König Baudouin und seiner Ehefrau Fabiola. Baudouins Konterfei findet sich auch auf mehreren von Velghe in den 1980er Jahren entworfenen belgischen Briefmarken.
Bei einer Kunstausstellung in Warschau lernte sie ihren späteren Ehemann, den polnischen Lithografen und Bildhauer Andrzej Wisniewski, kennen. Das Ehepaar lebt abwechselnd im spanischen Figueres und in Belgien. Sie haben mehrere Töchter, darunter Gaya Wisniewska, die ebenfalls als Illustratorin arbeitet.
Ausstellungen mit Werken von Anne Velghe fanden unter anderem in Belgien, der Schweiz und den USA statt.

## Werk als Autorin und Illustratorin (Auswahl)

### Kinderbücher
- Le capitaine Henri (erschien 1991, Velghes erstes Buch[2])
- Adieu papa adieu maman
- Ratatouille
- Un toit avant la nuit
- Notre voisin l'ours
- Le long sommeil
- Felix und Janina und wie die beiden Freunde werden
- Wann gehst du schlafen, kleiner Bär?
- Wann kommt der Frühling, kleine Maus?

### Für Erwachsene (als Illustratorin)
- 1986: Edgar Allan Poe: Hop-Frog Übersetzung: Charles Baudelaire, Éditions « Le Creuset », Bruxelles
- 1994: Wildflowers. A Garden Primer. Farrar Straus & Giroux, ISBN 978-0-374-38430-2.